# Knoppmalar
Knoppmalar (Prodoxidae) är en familj i insektsordningen fjärilar. 

## Kännetecken
Knoppmalar är små fjärilar med ett vingspann på mellan 9 och 19 millimeter för de nordiska arterna. Vingarna är oftast mörka med ljusare fläckar och band. Huvudet har fjäll som ser ut som ett rufsigt hår. Bakvingarna har korta vingfransar. De är snarlika systerfamiljen bladskärarmalar.

## Levnadssätt
Honan lägger äggen ett och ett i till exempel blommer eller frukter som larven sedan livnär sig på. Larven övervintrar halvvuxen på eller i närheten av värdväxten. På våren tar den sig in i knoppar eller skott och när den är fullvuxen förpuppas den vanligen i skottet. Larver från vissa arter bildar galler. De nordiska arterna lever på rosväxter eller stenbräckeväxter. En del arter kan orsaka skada i odlingar. 

## Systematik
Knoppmalar bildar tillsammans med 5 andra familjer överfamiljen Incurvariodea. Tidigare ingick familjen i bladskärarmalar. Familjen har 80 arter i 12 släkten. I Sverige finns 10 arter, alla tillhörande släktet Lampronia.
Släkten enligt Catalogue of Life:
- Agavenema
- Charitopsycha
- Greya
- Mesepiola
- Parategeticula
- Prodoxoides
- Prodoxus
- Setella
- Tegeticula
- Tridentaforma